# Ekwipotencjalność (teoria systemów)
Ekwipotencjalność oznacza, że przyczyny wywodzące się z tego samego źródła mogą powodować różne skutki.
Pogląd głoszący, że w pewnych granicach jedna część kory mózgowej może przyjmować funkcję innej części.